# Saint-Laurent-du-Var
Saint Laurent du Var er en mindre fransk kommune i den sydøstlige del af Frankrig. Indbyggerne, som der
i 2005 var 30.026 af, kaldes "les Laurentins". Den er placeret i departementet Alpes-Maritimes,
på den højre bred af floden Var ud til Middelhavet.
På grund af byens placering, betragtes den som en forstad til Nice.
Byen er opkaldt efter den katolske helgen Skt. Laurentius

## Geografi
Kommunen grænser op til følgende kommuner:
- I vest
  - Cagnes-sur-Mer
- I nordvest
  - La Gaude
- I øst
  - Nice

## Klima
Klimaet er som i øvrigt i denne del af Frankrig præget af varme tørre somre, milde solrige vintre og våde ydersæsoner. Der kan dog, på grund af områdets topografi, være signifikante variationer, selv indenfor relativt korte afstande.

## Historie
Kommunens historie knytter sig til det faktum, at den strækker sig langs Var-flodens bred. Og dermed har floden haft stor
betydning for byens udvikling: Man har ved flodmundingen fundet spor efter en neolitisk fisker landsby. Efterfølgende
har stedet været besat af ligurere og derefter af såvel grækere som romere, sidstnævnte
brugte det relativt flade og frugtbare område som landbrugsland, hvor de dyrkede såvel oliven som vin.
Efter Romerrigets fald, bærer områdets historie præg af både invasioner af barbarer og plyndringer af saracenske
sørøvere.
I 1033 nævnes byen for første gang under navnet: Castrum Agrimontis. I det 11. århundrede opfører Raimbaud, der er
lensherre og biskop i Vence, et hospital, som han indvier til Skt. Laurentius, hvor augustinermunkene
skulle pleje pilgrimme, der havde været i Rom. Munkene fik desuden til opgave, at føre folk over Var og for denne opgave fik de
lov til, at opkræve en skat (nævnt første gang i 1162).
Tempelridderne opførte i 1135 et antal udkigstårne langs floden, for at kunne holde øje med saracenerne.
I henhold til Frihedsbrevet af 1388, er Var grænsen mellem Grevskabet Provence og Grevskabet Nice.
Det 14. og 15. århundrede blev katastrofale for området, der blev ramt af pest i 1348 og 1352, det
blev invaderet af græshopper i 1364 og blev indblandet i arvestriden mellem Hertugdømmet Duras og Hertugdømmet Anjou,
efter mordet på Dronning Johanna I af Neapel. Området blev ramt af pesten igen i 1405, 1407, 1446 0g 1466.
I 1468 udsteder biskoppen af Vence, et dokument der giver 30 familier fra Oneglia i Ligurien, ret til at bosætte sig i
området mod, at de virker som færgemænd på floden. Det er i denne periode, at stedet får navnet Saint-Laurent og indbyggerne
kaldes "Les Laurentiens" Indbyggerne begynder også i denne periode, at fremstille salt i flodmundingen.
Et nyt hospital, tilegnet Skt. Laurentius, opføres i 1480, ved flodbredden og det er på dette tidspunkt, at navnet Saint-Laurent
bliver permanent for området.
I de efterfølgende århundreder, må Saint-Laurent betale prisen for dens strategiske placering og bliver udsat for plyndringer og
ødelæggelser af forskellige hære, der passerer forbi.
Biskoppen af Vence overlader i 1698 området til en italiensk aristokrat fra Oneglia, ved navn Joseph Pisani.
Da Grevskabet Nice atter bliver en del af Frankrig i 1792, forsvinder grænsen ved Var-floden, men Saint-Laurent er på dette tidspunkt
en del af departementet Var og bliver først en del af departementet Alpes-Maritimes i 1860
Byen blev befriet 27. august 1944 af en canadisk hærenhed.

## Demografi
| 1793   | 1800   | 1806   | 1821   | 1831  | 1836  | 1841  | 1846  | 1851   | 1856   |
| ------ | ------ | ------ | ------ | ----- | ----- | ----- | ----- | ------ | ------ |
| 293    | 258    | 405    | 581    | 751   | 836   | 837   | 780   | 824    | 777    |
| 1861   | 1866   | 1872   | 1876   | 1881  | 1886  | 1891  | 1896  | 1901   | 1906   |
| 774    | 806    | 713    | 752    | 944   | 1.170 | 1.230 | 1.366 | 1.530  | 1.791  |
| 1911   | 1921   | 1926   | 1931   | 1936  | 1946  | 1954  | 1962  | 1968   | 1975   |
| 2.205  | 2.523  | 3.215  | 4.112  | 4.825 | 4.006 | 5.623 | 8.186 | 10.156 | 15.503 |
| 1982   | 1990   | 1999   | 2006   |       |       |       |       |        |        |
| 20.678 | 24.426 | 27.141 | 30.300 |       |       |       |       |        |        |

### Religion
Som resten af Frankrig, er indbyggerne i Saint Laurent du Var overvejende katolske og byen ligger i sognet Saint-Laurent, som er en del af Nice stift.

## Transport

### Større veje
Byen gennemskæres af motorvejen A8 "La Provencale", som forbinder Aix-en-Provence med Menton

### Jernbaner
Byen er et stop på linjen Marseille – Ventimiglia

## Økonomi
Byens økonomi baserer sig dels på turisme, der er flere strande og en stor lystbådehavn og dels på, at indkøbscentret Cap 3000
er placeret i kommunen.

## Kultur

### Scenekunst
Teatret i byen er opkaldt efter den franske sanger og sangskriver Georges Brassens.

### Filmkunst
Indtil 1943, var en stor del af byens indbyggere beskæftiget ved filmstudiet "Nicaea". Studiet var placeret i
området omkring byens station, indtil det blev bombet i slutningen af krigen af allierede bombefly, der forsøgte at ramme broen over
Var.

### Musik
I byen findes endvidere et musikkonservatorium.

## Fodnoter
1. ↑  Saint-Laurent-du-Var – Notice Communale
2. ↑  Paroisse Saint-Laurent
3. ↑  "Ville de Saint Laurent du Var, municipalité de la communauté Nice Côte d'Azur, Alpes Maritimes". Arkiveret fra originalen 11. november 2008. Hentet 30. juli 2008.